# Lowrys
Lowrys – miasto w Stanach Zjednoczonych, w stanie Karolina Południowa, w hrabstwie Chester.